# ويلن (باكينجهامشير)
ويلن (بالإنجليزية: Willen)‏ هي قرية تقع في المملكة المتحدة في باكينجهامشير.